# Vydrná
Vydrná este o comună slovacă, aflată în districtul Púchov din regiunea Trenčín. Localitatea se află la altitudinea de 893 m deasupra n.m., se întinde pe o suprafață de 13,44 km2 și în 2017 număra 321 de locuitori.

## Istoric
Localitatea Vydrná este atestată documentar din 1475.

## Demografie
| An:                | 1994 | 2004   | 2014   | 2024    |
| ------------------ | ---- | ------ | ------ | ------- |
| Număr de persoane: | 361  | 346    | 333    | 252     |
| Diferență:         |      | −4,15% | −3,75% | −24,32% |

| An:                | 2023 | 2024   |
| ------------------ | ---- | ------ |
| Număr de persoane: | 260  | 252    |
| Diferență:         |      | −3,07% |